# Pick-up (cine)
En la industria cinematográfica, un pick-up es un plano pequeño, relativamente menor, filmado o grabado después del hecho para aumentar las imágenes ya tomadas. Cuando se rehacen escenas completas, se hace referencia a un re-shoot. Ambos tipos de tomas ocurren generalmente después de que se identifican problemas de continuidad, lógica o calidad durante el proceso de edición de la película. En otras palabras, dichas tomas ocurren meses después de que se hayan guardado los sets, los trajes y los accesorios, y todo el reparto y la mayoría del equipo se hayan trasladado a otros proyectos. Si se hubieran identificado los problemas durante la fotografía principal, el director simplemente habría pedido otra toma. Por lo tanto, el director y el productor deben equilibrar cuidadosamente los gastos sustanciales de reunir a los miembros clave del equipo y del equipo en conjunto si los retiros o los relanzamientos son absolutamente necesarios para arreglar los agujeros de la trama (o peor) en el corte final.